# قلعه ایشیگاکی‌یاما ایچی‌یا
قلعه ایشیگاکی‌یاما ایچی‌یا (به ژاپنی: 石垣山一夜城, Ishigakiyama Ichiya-jō) قلعه‌ای ویران در اوداوارا، کاناگاوا، استان کاناگاوا، ژاپن است. این سایت باستانشناسی به عنوان یک سایت ملی تاریخی معرفی شده‌است. قلعه ایچیا به معنی قلعه یک شبه است. قلعه ایشیگاکی‌یاما ایچی‌یا یکی از مشهورترین و مهمترین قلعه‌هایی است که توسط تویوتومی هیده‌یوشی ساخته شده‌است. داته ماسامونه برای اولین بار در این قلعه با هیده‌یوشی ملاقات کرد.
در زمان محاصره اوداوارا (۱۵۹۰) در سال ۱۵۹۰،  تویوتومی هیده‌یوشی این قلعه را برای نشان دادن قدرت خود به خاندان هوجو بنا کرد.